# 앙베르역
앙베르(사크레쾨르)(프랑스어: Anvers (Sacré-Cœur)) 역은 몽마르트르(Montmartre)의 파리 9구와 18구 경계에 위치한 파리 메트로 2호선의 역이다.
역은 1902년 10월 21일 에투알역에서 2호선 연장의 일환으로 개장했다. 1903년 1월 31일 바뇰레 역(Bagnolet, 현 알렉상드르 뒤마역)까지 연장된 노선의 동쪽 종착역이었다.이 역은 앙베르 광장(Place d'Anvers)과 안트베르펜 도시의 프랑스어 명칭에서 따왔다.
역은 로셰슈아르 대로(Boulevard de Rochechouart)에 위치하며, 1784년과 1791년 사이에 세금 징수를 집행하기 위해 세워졌으나 19세기에 철거된 징세 청부인의 벽(Mur des Fermiers généraux)의 길에 세워졌다. 앙베르 역은 샤를 드 골-에투알 역과 나시옹 역 사이의 2호선에 있는 역으로, 중요한 교차로가 된, 역의 타당성에 맞는 벽의 성문(또는 프랑스어로 barrière)에 세워지지 않았다. 대신, 앙베르 역은 몽마르트르 강삭철도 기슭에 가능한 한 가깝게 배치되었다. 마찬가지로, 로셰슈아르 성문(Barrière de Rochechouart)은 로셰슈아르 대로와 로셰슈아르 거리(Rue de Rochechouart)의 교차점의 가까이에 동쪽에 있었다. 또한 근처에는 몽마르트르 언덕과 사크레쾨르 대성당이 있다.

## 역 구조
| G        | 거리                                |                                     |
| M        | 대합실                              |                                     |
| P 승강장 | 상대식 승강장, 오른쪽 출입문이 열림 | 상대식 승강장, 오른쪽 출입문이 열림 |
| P 승강장 | 1번 승강장                          | ← 포르트 도팽 방면 (피걀)           |
| P 승강장 | 2번 승강장                          | → 나시옹 방면 (바르베-로셰슈아르) → |
| P 승강장 | 상대식 승강장, 오른쪽 출입문이 열림 |                                     |

### 연결 교통
역 인근에는 RATP 버스 네트워크의 30, 54, 85 노선과 OpenTour 관광 노선, 심야에는 녹틸리앙 네트워크의 N01과 N02 노선 버스가 지난다.
몽마르트르 강삭철도는 스텡케르크 거리(Rue de Steinkerque)를 따라 도보 거리에 있다.

## 인근 역세권
- 로셰슈아르 대로 벼룩 시장(Marché de brocante sur le boulevard de Rochechouart)
- 몽마르트르 언덕(Butte Montmartre)
- 사크레쾨르 대성당(Basilique du Sacré-Cœur)
- 르 트리아농(Le Trianon)